# Panasonic
Tập đoàn Panasonic Holdings trước đây là Công ty Công nghiệp Điện tử Matsushita từ năm 1935 đến 2008 và phiên bản đầu tiên của Tập đoàn Panasonic từ 2008 đến 2022, là một tập đoàn đa quốc gia hàng đầu của Nhật Bản, có trụ sở chính tại Kadoma, Osaka. Nó được thành lập bởi Kōnosuke Matsushita vào năm 1918 như một nhà sản xuất đèn sợi đèn Ngoài điện tử tiêu dùng, trong thế kỷ 20 cuối, Panasonic là nhà sản xuất lớn nhất thế giới, Panasonic cung cấp một loạt các sản phẩm và dịch vụ đa dạng, bao gồm pin sạc đa năng, hệ thống ô tô và hàng không, hệ thống công nghiệp, cũng như cung cấp dịch vụ xây dựng và cải tạo nhà cửa.
Panasonic được niêm yết chính trên Sở giao dịch chứng khoán Tokyo và là thành phần của các chỉ số Nikkei 225 và TOPIX 100. Nó cũng được niêm yết phụ trên Sở giao dịch chứng khoán Nagoya.

## Tên công ty
Từ năm 1935 đến ngày 1 tháng 10 năm 2008, tên công ty là "Matsushita Electric Industrial Co." (MEI). Vào ngày 10 tháng 1 năm 2008, công ty thông báo rằng nó sẽ đổi tên thành "Panasonic Corporation", có hiệu lực từ ngày 1 tháng 10 năm 2008,  để phù hợp với tên thương hiệu toàn cầu của nó là "Panasonic". Thay đổi tên được thông qua tại cuộc họp cổ đông vào ngày 26 tháng 6 năm 2008, sau khi tham khảo ý kiến của gia đình Matsushita.
Vào năm 2022, Panasonic công bố kế hoạch tổ chức lại chia tách công ty thành Tập đoàn Panasonic Holdings (trước đây là Panasonic Corporation) và chuyển đổi các phân ngành thành các công ty con; Phân ngành Cập nhật Lối sống trở thành phân ngành mang tên Panasonic Corporation sau tổ chức lại. Tổ chức lại này có hiệu lực từ ngày 1 tháng 4 năm 2022.

## Tên thương hiệu

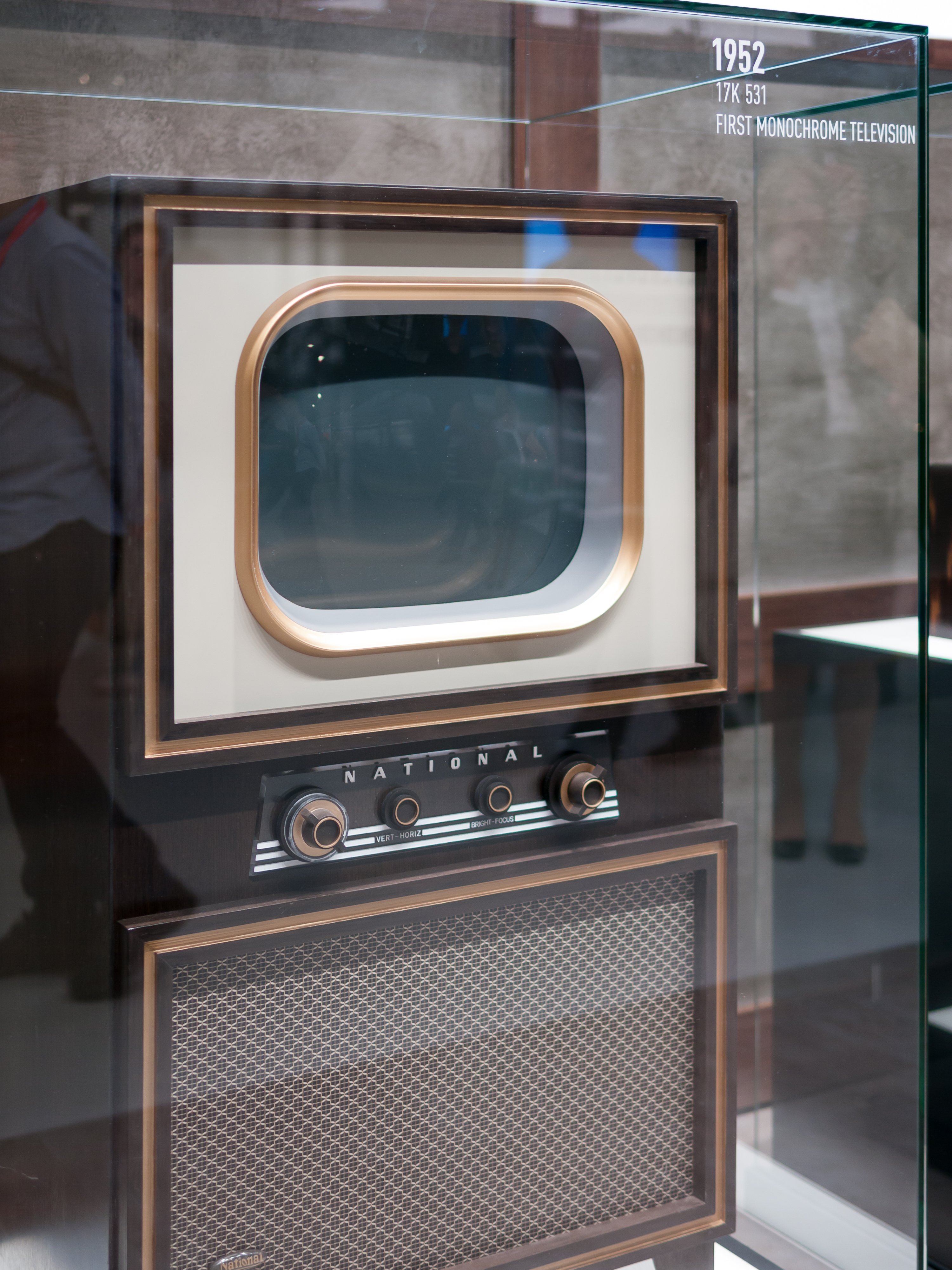
Bộ truyền hình National từ năm 1952

Panasonic Corporation bán gần như tất cả các sản phẩm và dịch vụ của mình trên toàn thế giới dưới thương hiệu Panasonic, đã loại bỏ thương hiệu Sanyo vào quý đầu tiên năm 2012. Công ty đã bán các sản phẩm dưới nhiều tên thương hiệu khác nhau trong quá trình phát triển của mình.
Vào năm 1927, Matsushita chọn tên thương hiệu "National" cho một sản phẩm đèn mới. Vào năm 1955, công ty bắt đầu đặt thương hiệu "PanaSonic" cho loa và đèn để phục vụ thị trường ngoài Nhật Bản, đây là lần đầu tiên công ty sử dụng tên thương hiệu "Panasonic". Công ty bắt đầu sử dụng tên thương hiệu "Technics" vào năm 1965 cho các thiết bị âm thanh. Việc sử dụng nhiều thương hiệu đã kéo dài trong một số thập kỷ. Trong khi "National" đã là thương hiệu hàng đầu trên hầu hết các sản phẩm Matsushita, bao gồm âm thanh và hình ảnh, "National" và "Panasonic" đã được kết hợp vào năm 1988 dưới tên National Panasonic sau thành công toàn cầu của thương hiệu Panasonic.
Vào năm 1974, Motorola đã bán thương hiệu và cơ sở của mình Quasar cho Matsushita.
Vào tháng 5 năm 2003, công ty thông báo rằng "Panasonic" sẽ trở thành thương hiệu toàn cầu của mình và ra mắt khẩu hiệu toàn cầu "Panasonic ideas for life." Công ty bắt đầu thống nhất các thương hiệu của mình thành "Panasonic" và vào tháng 3 năm 2004, thay thế "National" trên các sản phẩm và biển quảng cáo ngoài trời, trừ những nơi ở Nhật Bản. Vào tháng 1 năm 2008, công ty thông báo rằng nó sẽ loại bỏ thương hiệu "National" tại Nhật Bản, thay thế bằng thương hiệu toàn cầu "Panasonic" vào tháng 3 năm 2010. Vào tháng 9 năm 2013, công ty thông báo sửa đổi khẩu hiệu đã tồn tại 10 năm để thể hiện rõ hơn tầm nhìn của công ty: "A Better Life, A Better World."
Rasonic là một thương hiệu của Công ty Shun Hing Electric Works and Engineering Co. Ltd (信興電工工程有限公司), một công ty đã nhập khẩu sản phẩm mang thương hiệu Panasonic và National kể từ thời kỳ Matsushita Electric Industrial, và cũng đã bán các sản phẩm MEI/Panasonic dưới các tên thương hiệu gốc. Vào tháng 6 năm 1994, Panasonic Shun Hing Industrial Devices Sales (Hong Kong) Co., Ltd. (松下信興機電(香港)有限公司) và Panasonic SH Industrial Sales (Shenzhen) Co., Ltd. (松下電器機電(深圳)有限公司) đã được thành lập thông qua liên doanh giữa Matsushita Electric Industrial và Shun Hing Group tương ứng, làm cho Rasonic trở thành một thương hiệu sản phẩm cho MEI và sau đó là Panasonic Corporation.
Vào tháng 9 năm 2014, Panasonic thông báo rằng họ sẽ tái sinh thương hiệu Technics.

## Lịch sử

### Thế kỷ 20
Panasonic, khi đó là Matsushita Electric, được thành lập vào năm 1918 bởi Kōnosuke Matsushita như một nhà cung cấp ổ cắm đèn đôi. Vào những năm 1920, Matsushita bắt đầu thường xuyên ra mắt các sản phẩm. Năm 1927, ông sản xuất một dòng đèn xe đạp là dòng sản phẩm đầu tiên được tiếp thị với thương hiệu National. Trong Thế chiến II, công ty đã vận hành nhà máy tại Nhật Bản và các khu vực khác của châu Á, sản xuất các linh kiện điện và các thiết bị như đèn, máy điện, ủi điện, thiết bị không dây và các ống chân không đầu tiên.
Sau chiến tranh, tập đoàn Matsushita, vốn đã bị chia thành MEI và MEW do sự tan rã áp đặt của lực lượng chiếm đóng, đã tái tụ hợp một cách không hoàn hảo như một Keiretsu và bắt đầu cung cấp đài radio và các thiết bị gia dụng sau chiến tranh tại Nhật Bản, cũng như các loại xe đạp. Anh trai em vợ của Matsushita, Toshio Iue, đã thành lập Sanyo như một nhà thầu phụ cho các linh kiện sau Thế chiến II. Sanyo đã phát triển trở thành một đối thủ cạnh tranh với Matsushita, nhưng sau đó đã được Panasonic mua lại vào tháng 12 năm 2009.
Vào năm 1961, Matsushita đã đi du lịch đến Hoa Kỳ và gặp các nhà phân phối Mỹ. Công ty bắt đầu sản xuất các chiếc TV cho thị trường Mỹ dưới thương hiệu Panasonic và mở rộng việc sử dụng thương hiệu này tới châu Âu vào năm 1979.
Công ty sử dụng thương hiệu National bên ngoài Bắc Mỹ từ những năm 1950 đến 1970 (thương hiệu này không thể sử dụng tại Hoa Kỳ vì đã có người sử dụng trước đó). Không thể sử dụng tên thương hiệu National đã dẫn đến việc tạo ra thương hiệu Panasonic tại Hoa Kỳ. Trong vài thập kỷ tiếp theo, Matsushita đã tung ra nhiều sản phẩm khác, bao gồm TV màu đen trắng (1952), máy xay sinh tố, tủ lạnh (1953), Nồi cơm điện (1959), TV màu và lò vi sóng (1966).
Công ty ra mắt loa âm thanh cao cấp tại Nhật Bản vào năm 1965 với thương hiệu Technics. Dòng sản phẩm các thành phần stereo chất lượng cao này đã trở thành sự lựa chọn ưa thích trên toàn thế giới, với các sản phẩm nổi tiếng như đầu đĩa SL-1200, nổi tiếng với hiệu suất cao, độ chính xác và độ bền. Trong suốt những năm 1970 và đầu những năm 1980, Matsushita tiếp tục sản xuất các thiết bị điện tử chất lượng cao dành cho thị trường đặc thù, như đài radio sóng ngắn, và phát triển dòng sản phẩm thành công với các bộ thu âm thanh stereo, máy nghe CD và các thành phần khác. Năm 1968, Matsushita bắt đầu sản xuất máy nén xoắn cho máy điều hòa không khí và năm 1971, họ bắt đầu sản xuất máy làm lạnh hấp thụ, cũng cho ứng dụng điều hòa không khí. Năm 1972, Matsushita thành lập nhà máy nước ngoài đầu tiên tại Malaysia. Năm 1973, Matsushita thành lập "Anam National", liên doanh với Tập đoàn Anam ở Hàn Quốc. Năm 1983, Matsushita tung ra máy tính Panasonic Senior Partner, máy tính được hoàn toàn tương thích với IBM PC, là máy tính được sản xuất tại Nhật Bản đầu tiên. Một năm sau đó, Panasonic phát hành Panasonic Executive Partner, máy tính xách tay giá rẻ đầu tiên với màn hình plasma. Khoảng thời gian này, công ty cũng giới thiệu máy điều hòa không khí inverter.
Năm 1984, Matsushita thành lập nhãn hiệu phần mềm Panasoft, phát hành phần mềm cho máy tính MSX từ năm 1984 đến 1989. Công ty cũng sản xuất các máy tính MSX của riêng mình, như Panasonic FS-A1. Vào tháng 11 năm 1990, Matsushita đã đồng ý mua lại công ty truyền thông Mỹ, MCA Inc., tiền thân của cả Universal Music Group và Universal Pictures, với giá 6,59 tỷ USD. Việc mua lại này diễn ra sau khi Sony mua lại Columbia Pictures, đối thủ chính của Matsushita. Vào thời điểm đó, Matsushita đã chiếm ưu thế dẫn đầu thị trường video gia đình với vị trí hàng đầu trong thị trường điện tử. Họ đã được củng cố bởi chuẩn VHS, tiêu chuẩn thực tế cho băng ghi hình tiêu dùng do Matsushita và JVC cùng giới thiệu. Được truyền cảm hứng bởi sự táo bạo của Sony trong việc chiếm lĩnh Hollywood, Matsushita tin rằng họ cũng có thể trở thành nhà lãnh đạo trong ngành công nghiệp phim. Tuy nhiên, Matsushita sau đó đã bán 80% cổ phần MCA cho Tập đoàn Seagram với giá 7 tỷ USD vào tháng 4 năm 1995, do bị đánh giá thấp về tính biến động cao của ngành công nghiệp phim. Năm 1992, Matsushita sản xuất Panasonic FS-A1GT, mẫu máy tính cuối cùng của máy tính MSX turbo R. Năm 1998, Matsushita bán Anam National cho Anam Electronics.

### Năm 2000 đến nay
Vào ngày 2 tháng 5 năm 2002, Panasonic Canada kỷ niệm 35 năm thành lập tại nước này bằng việc quyên góp 5 triệu đô la để hỗ trợ xây dựng một "thành phố âm nhạc" trên bờ biển Toronto.
Năm 2005, Matsushita Toshiba Picture Display Co. Ltd. (một liên doanh giữa Matsushita và Toshiba được thành lập vào năm 2002) đã ngừng sản xuất màn hình CRT tại nhà máy của họ ở Horseheads, New York. Một năm sau đó, vào năm 2006, họ đã ngừng sản xuất tại nhà máy ở Malaysia do gánh chịu những tổn thất nặng nề. Năm 2007, họ đã mua lại liên doanh từ Toshiba, cuối cùng kết thúc toàn bộ hoạt động sản xuất.
Vào ngày 19 tháng 1 năm 2006, Matsushita thông báo rằng họ sẽ ngừng sản xuất các loại TV analog (chiếm 30% tổng doanh số TV của họ) từ tháng sau, để tập trung vào TV kỹ thuật số. Vào cuối năm 2006, Matsushita bắt đầu đàm phán với Công ty Kenwood để bán và tách JVC ra khỏi công ty. Kể từ ngày 1 tháng 10 năm 2008, JVC và Kenwood sáp nhập để tạo ra Công ty JVCKenwood.
Vào ngày 3 tháng 11 năm 2008, Panasonic và Sanyo công bố rằng họ đang tiến hành đàm phán hợp nhất, kết quả cuối cùng là Panasonic mua lại Sanyo. Việc hợp nhất được hoàn thành vào tháng 12 năm 2009 và tạo ra một tập đoàn với doanh thu hơn 11,2 nghìn tỷ yên (khoảng 110 tỷ USD).
Sau thông báo rằng Pioneer sẽ ngừng sản xuất các màn hình plasma HDTV Kuro của mình, Panasonic đã mua nhiều bằng sáng chế và tích hợp các công nghệ này vào các màn hình plasma của riêng mình. Vào tháng 4 năm 2011, thông báo rằng Panasonic sẽ cắt giảm số lượng nhân viên làm việc đi 40.000 người vào cuối năm tài chính 2012 nhằm tối ưu hóa các hoạt động trùng lắp. Việc cắt giảm này tương đương khoảng 10% tổng số nhân viên của tập đoàn.
Vào tháng 10 năm 2011, Panasonic thông báo rằng họ sẽ cắt giảm kinh doanh TV lỗ bằng cách ngừng sản xuất TV plasma tại nhà máy ở Amagasaki, tỉnh Hyogo vào tháng 3 năm 2012, đồng thời cắt giảm 1.000 việc làm. Ngoài ra, họ đã bán một số công ty sản xuất thiết bị gia dụng của Sanyo cho Haier.
Vào tháng 1 năm 2012, Panasonic thông báo đã ký kết thỏa thuận với Myspace về dự án mới của họ, Myspace TV. Myspace TV sẽ cho phép người dùng xem truyền hình trực tiếp trong khi trò chuyện với người dùng khác trên máy tính xách tay, máy tính bảng hoặc trực tiếp trên màn hình TV. Với sự hợp tác này, Myspace TV sẽ được tích hợp vào các dòng TV Panasonic Viera.
Vào ngày 11 tháng 5 năm 2012, Panasonic thông báo kế hoạch mua 76,2% cổ phần của FirePro Systems, một công ty đặt tại Ấn Độ chuyên cung cấp giải pháp bảo vệ hạ tầng và an ninh như hệ thống cảnh báo cháy, hệ thống chống cháy, giám sát video và quản lý tòa nhà. Vào tháng 4 năm 2012, Panasonic tách ra Sanyo DI Solutions, một công ty sản xuất máy ảnh kỹ thuật số. Phù hợp với dự đoán của công ty về tổn thất ròng lên tới 765 tỷ yên, vào ngày 5 tháng 11 năm 2012, giá cổ phiếu đã giảm xuống mức thấp nhất từ tháng 2 năm 1975 với 388 yên. Trong năm 2012, giá cổ phiếu đã giảm 41%. Vào ngày 14 tháng 11 năm 2012, Panasonic thông báo sẽ cắt giảm 10.000 việc làm và tiến hành các hoạt động chia tách thêm.
Vào ngày 18 tháng 5 năm 2013, Panasonic thông báo rằng họ sẽ đầu tư 40 triệu USD để xây dựng một nhà máy tại Bình Dương, Việt Nam, nhà máy này đã hoàn thành vào năm 2014. Vào tháng 7 năm 2013, Panasonic đồng ý mua 13% cổ phần của nhà sản xuất thiết bị gia dụng Slovenia, Gorenje, với giá khoảng 10 triệu Euro. Vào tháng 7 năm 2013, Panasonic ký kết thỏa thuận với Sony Corporation để phát triển Archival Disc, một định dạng đĩa quang được mô tả là dùng cho mục đích lưu trữ dữ liệu lâu dài. Trong thông cáo báo chí sau thông báo tại IFA 2013, Panasonic thông báo rằng họ đã mua "dịch vụ giám sát video Cameramanager" với ý định mở rộng phạm vi của mình đến các giải pháp dựa trên đám mây.
Năm 2014, Panasonic Healthcare đã được mua bởi KKR (Kohlberg Kravis Roberts). Sau đó, Panasonic Healthcare đã đổi tên thành PHC. Vào tháng 7 năm 2014, thông báo rằng Panasonic đã đạt được thỏa thuận cơ bản với Tesla Motors để tham gia vào Gigafactory, nhà máy pin mà nhà sản xuất ô tô điện Mỹ dự định xây dựng tại Hoa Kỳ. Vào tháng 8 năm 2014, Tesla cho biết nhà máy sẽ được xây dựng ở khu vực Tây Nam hoặc Tây của Hoa Kỳ vào năm 2020. Nhà máy trị giá 5 tỷ USD sẽ tạo việc làm cho 6.500 người và giảm chi phí pin của Tesla đi 30%. Công ty cho biết đang xem xét các địa điểm tiềm năng ở Nevada, Arizona, Texas, New Mexico và California. Vào tháng 10 năm 2014, Panasonic thông báo rằng đầu tư ban đầu của họ vào nhà máy pin của Tesla Motors sẽ đạt "tỷ lệ hàng chục tỷ" yên, theo CEO của công ty.
Vào tháng 11 năm 2014, Panasonic thông báo hợp tác với Photon Interactive để tạo ra biển hiệu số thông minh và cá nhân hóa trong các cửa hàng.
Vào tháng 1 năm 2015, Panasonic thông báo rằng họ đã ngừng sản xuất TV tại Trung Quốc và dự định thanh lý liên doanh của họ tại Shandong. Vào tháng 3 năm 2015, Panasonic thông báo kế hoạch mua nhà cung cấp dịch vụ viễn thông qua vệ tinh ITC Global của Hoa Kỳ. Vào tháng 4 năm 2015, Panasonic thông báo dòng sản phẩm mới và khởi động lại thương hiệu tại Nam Phi. Công ty dự định sử dụng Nam Phi như một bước nhảy vọt vào châu Phi, với Nigeria và Ai Cập là các mục tiêu ban đầu. Vào tháng 6 năm 2015, Panasonic đạt được thỏa thuận với ba công ty cung cấp năng lượng Úc (Red Energy, Ergon Energy và ActewAGL) để thử nghiệm các lựa chọn lưu trữ pin tại gia. Vào tháng 11 năm 2015, Panasonic thông báo rằng họ đã thành lập một nhà máy mới tại Suzhou, Trung Quốc, thông qua công ty con của mình, Panasonic Ecology Systems Co., Ltd, để sản xuất một loại bộ lọc hạt chất xúc tác được phủ màng chất xúc tác cho hệ thống khử chất thải trong khí thải động cơ diesel. Vào tháng 11 năm 2015, Panasonic bắt đầu bán các sản phẩm nông sản được thu hoạch trong nước từ cơ sở nông nghiệp trong nhà của họ với thương hiệu Veggie Life tại Singapore, từ trang trại rau thủy canh trong nhà đầu tiên được cấp phép ở quốc gia sử dụng công nghệ của Panasonic.
Vào tháng 2 năm 2016, Panasonic và thành phố Denver hình thành một đối tác chính thức nhằm biến Denver trở thành "thành phố thông minh" hàng đầu ở Hoa Kỳ. Joseph M. Taylor, chủ tịch và CEO của Panasonic Corp. of America, đã trình bày kế hoạch cho đối tác này trong bốn lĩnh vực chính: nhà ở và văn phòng nhỏ thông minh, năng lượng và tiện ích, giao thông và dịch vụ thành phố, và tòa nhà thông minh. Do sự cạnh tranh gia tăng từ Trung Quốc, thị phần ô tô điện Li-ion của Panasonic đã giảm từ 47% vào năm 2014 xuống còn 34% vào năm 2015. Vào tháng 6 năm 2016, Tesla thông báo rằng Panasonic sẽ là nhà cung cấp độc quyền các viên pin cho mẫu xe hạng trung Model 3. Các viên pin cho dòng sedan cao cấp Model S và SUV Model X cũng sẽ được cung cấp bởi Panasonic. Vào đầu năm 2016, Chủ tịch Panasonic Kazuhiro Tsuga đã xác nhận một kế hoạch đầu tư tổng cộng khoảng 1,6 tỷ USD của công ty để xây dựng Gigafactory với công suất đầy đủ. Tuy nhiên, sau khi số lượng đặt hàng của Tesla Model 3 được công bố vào tháng 4, Panasonic đã tiến tới kế hoạch sản xuất sớm hơn và thông báo về việc phát hành trái phiếu trị giá 3,86 tỷ USD, hầu hết số tiền này sẽ được đầu tư vào Gigafactory. Vào năm 2016, Panasonic ra mắt một chiếc TV trong suốt. Vào tháng 7 năm 2016, Panasonic công bố sự quan tâm của mình trong việc thâu tóm các công ty trong lĩnh vực trí tuệ nhân tạo (AI) và học máy. Theo một nguồn tin, công ty đã dành riêng 10 triệu USD để sử dụng trong việc thâu tóm hoặc liên doanh.
Vào tháng 8 năm 2018, công ty thông báo rằng để tránh các vấn đề thuế tiềm tàng, Panasonic sẽ chuyển trụ sở châu Âu từ Anh đến Amsterdam vào tháng 10, khi Brexit đang đến gần.

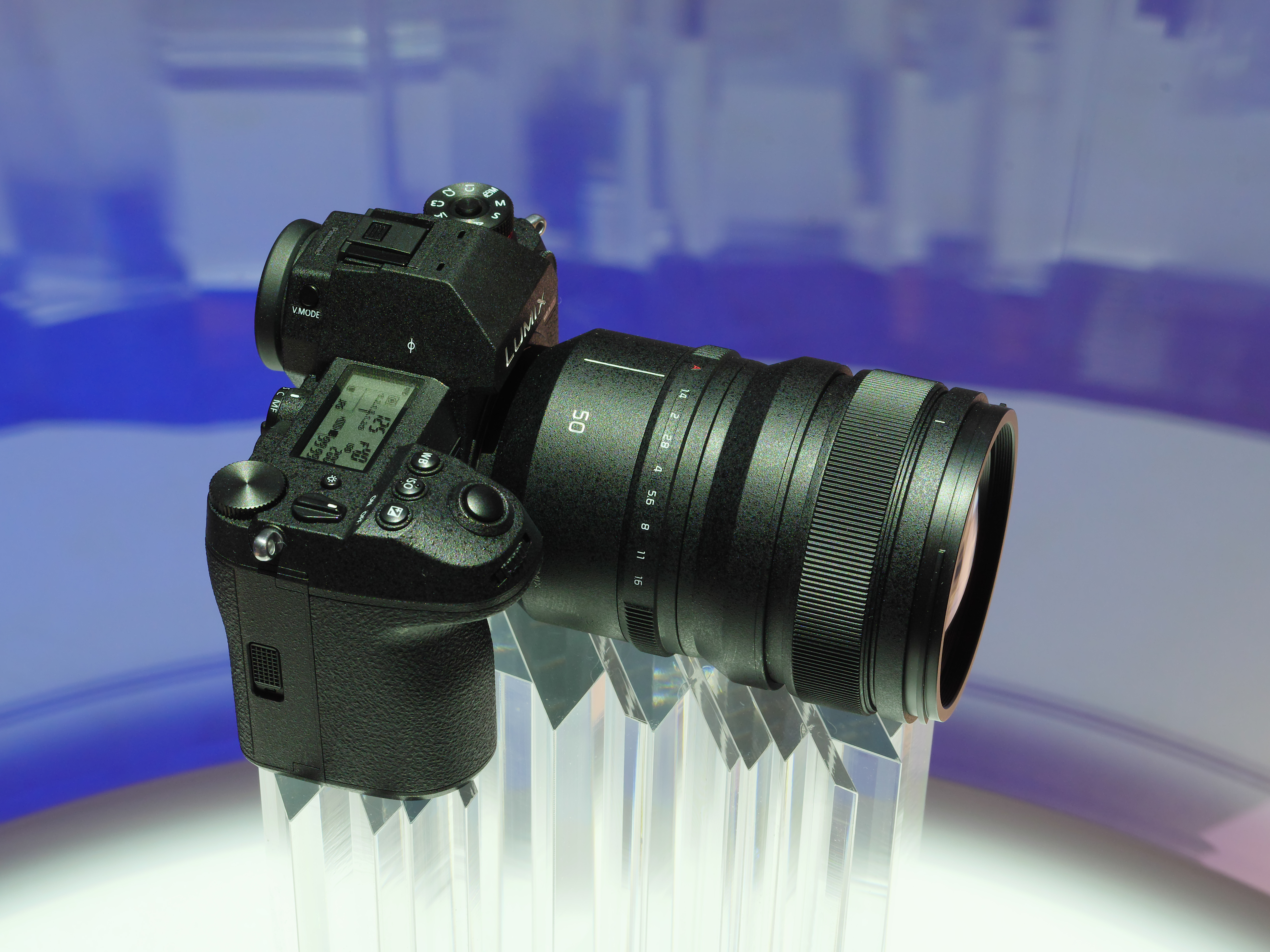
Panasonic Lumix S1R với ống kính chính 50mm f/1.4 tại Photokina vào tháng 9 năm 2018

Vào ngày 25 tháng 9 năm 2018, Panasonic trở thành một trong những thành viên sáng lập của Liên minh L-Mount và thông báo về việc ra mắt hai máy ảnh không gương lật full-frame và một loạt ống kính L-Mount của họ vào năm 2019. Panasonic Lumix S1R với cảm biến 47 megapixel và Panasonic Lumix S1 với cảm biến 24 megapixel sẽ là hai máy ảnh không gương lật full-frame đầu tiên được Panasonic sản xuất và sẽ cung cấp dịch vụ hỗ trợ Lumix Pro cho các nhiếp ảnh gia chuyên nghiệp. Hai máy ảnh này cũng sẽ được trang bị công nghệ ổn định hình ảnh kép giúp các nhiếp ảnh gia khi chụp ở điều kiện ánh sáng thấp.
Vào năm 2019, Panasonic đã bán các công ty bán dẫn và hệ thống an ninh (camera an ninh). Công ty cũng quyết định hoàn toàn rời khỏi lĩnh vực màn hình LCD vào năm 2021, đánh dấu sự kết thúc của hoạt động sản xuất màn hình, nhằm tập trung nguồn lực vào lĩnh vực ô tô và công nghiệp. Nhà máy LCD của Panasonic tại Himeji, tỉnh Hyogo, sẽ được đưa vào sửa chữa để sản xuất pin ô tô.
Vào năm 2020, Panasonic rút lui khỏi ngành kinh doanh máy bán hàng tự động vì không đạt được lợi nhuận, tụt hậu so với các đối thủ Fuji Electric, Sanden và Glory. Trong khi đó, Panasonic đã đầu tư để sở hữu 20% cổ phần của Blue Yonder, một công ty phần mềm quản lý chuỗi cung ứng trước đây được biết đến với tên JDA Software, làm sâu sắc hơn quá trình tích hợp công nghệ kết nối công nghiệp của công ty trước đây với các sản phẩm của Blue Yonder đã diễn ra từ một năm trước. Vào ngày 19 tháng 11 năm 2020, Panasonic thông báo về kế hoạch cải cách dự kiến hoàn thành vào năm 2022, trong đó công ty tách các công ty thuộc lĩnh vực kinh doanh thành các công ty con hoàn toàn thuộc sở hữu của mình, đồng thời chuyển đổi thành công ty mẹ mang tên Panasonic Holdings Corporation. Kế hoạch của Panasonic tương tự như kế hoạch của đối thủ Sony đã thực hiện vào ngày 1 tháng 4 năm 2021, khi Sony Corporation trở thành Sony Group Corporation.
Vào tháng 1 năm 2021, công ty thông báo rằng nó sẽ chấm dứt hoạt động sản xuất tấm pin mặt trời của mình. Vào tháng 3 năm 2021, đã có thông tin cho biết Panasonic sẽ mua Blue Yonder với giá 6,45 tỷ đô la Mỹ sau khi mua 20% cổ phần của Blue Yonder với số tiền 86 tỷ yên vào năm 2020. Giao dịch này được coi là một trong những giao dịch lớn nhất kể từ năm 2011. Vào tháng 6 năm 2021, đã có thông tin cho biết Panasonic đã bán toàn bộ cổ phần của mình trong Tesla với giá 3,6 tỷ đô la Mỹ.
Vào tháng 8 năm 2022, đã có thông tin cho biết công ty, là một nhà cung cấp cho Tesla, đang trong cuộc thảo luận để xây dựng một nhà máy pin ô tô điện mới tại Hoa Kỳ, với Oklahoma được xem là ứng cử viên hàng đầu. Điều này sẽ được thực hiện bên cạnh nhà máy đã được kế hoạch tại Kansas. Mỗi nhà máy sẽ có khả năng tương tự nhau.
Trong nửa đầu năm 2022, Panasonic xếp thứ tư trên thế giới với tỷ lệ thị phần 10% theo SNE research. Xây dựng nhà máy pin tại Kansas đã bắt đầu vào tháng 11 năm 2022. Cho đến ngày 31 tháng 3 năm 2012, Panasonic có khoảng 330.000 nhân viên (giảm xuống còn khoảng 260.000 vào tháng 3 năm 2020) và khoảng 580 công ty con. Năm 2012, Panasonic có tổng doanh thu là 7.846.216 triệu JPY, trong đó 53% được tạo ra tại Nhật Bản, 25% tại châu Á (không tính Nhật Bản), 12% tại châu Mỹ và 10% tại châu Âu. Công ty đã đầu tư tổng cộng 520.216 triệu JPY vào nghiên cứu và phát triển trong năm 2012, tương đương với 6,6% tổng doanh thu của công ty trong năm đó.
Năm 2012, Panasonic đã nắm giữ tổng cộng 140.146 bằng sáng chế trên toàn cầu. Trong ba thập kỷ từ những năm 1980 đến những năm 2000, Panasonic là nhà nộp đơn bằng sáng chế hàng đầu thế giới. Theo một nghiên cứu của Văn phòng Bằng sáng chế châu Âu năm 2020, số lượng bằng sáng chế liên quan đến pin mà Panasonic đã nộp từ năm 2000 đến năm 2018 là cao thứ hai trên thế giới. Năm 2021, báo cáo hàng năm về các chỉ số Sở hữu trí tuệ thế giới của Tổ chức Sở hữu trí tuệ Thế giới (WIPO) xếp hạng số lượng đơn đăng ký bằng sáng chế của Panasonic dưới hệ thống Bảo hiểm Sáng chế là thứ 10 trên thế giới, với 1.611 đơn đăng ký được công bố trong năm 2020. Vị trí này tăng từ vị trí thứ 12 trước đó vào năm 2019 với 1.567 đơn đăng ký.
- Trung tâm Panasonic tại Tokyo, Nhật Bản
- Tòa nhà Panasonic IMP tại Osaka, Nhật Bản
- Cơ sở nghiên cứu và phát triển của Panasonic tại Yokosuka Research Park, Nhật Bản
- Công ty Panasonic Philippines Manufacturing Corporation tại Taytay, Rizal

Đến tháng 7 năm 2020, hoạt động của Panasonic được tổ chức thành bảy "công ty lĩnh vực": Thiết bị gia dụng, Giải pháp cho Cuộc sống, Giải pháp kết nối, Ô tô, Giải pháp Công nghiệp và hai chi nhánh quốc tế giám sát hoạt động kinh doanh tại Hoa Kỳ và châu Á. Mỗi công ty này có thể bao gồm nhiều công ty con thực hiện hoạt động thực tế.

## Thành tích môi trường
Panasonic được xếp hạng ở vị trí chung thứ 11 (trên 16) trong Hướng dẫn của Greenpeace về Công nghệ Xanh, hướng dẫn xếp hạng các nhà sản xuất điện tử dựa trên các chính sách và thực tiễn nhằm giảm tác động của họ đối với khí hậu, sản xuất các sản phẩm xanh hơn và làm cho hoạt động của họ bền vững hơn. Công ty là một trong số những nhà điểm cao nhất về tiêu chí Sản phẩm, được khen ngợi về vòng đời tốt của sản phẩm và số lượng sản phẩm không chứa chất nhựa polyvinyl clorua (PVC). Nó cũng đạt điểm tối đa về hiệu suất năng lượng của sản phẩm với 100% TV của nó đáp ứng tiêu chuẩn mới nhất của Energy Star và vượt quá yêu cầu về tiêu thụ điện chờ.
Tuy nhiên, điểm số của Panasonic bị ảnh hưởng bởi điểm số thấp về tiêu chí Năng lượng, trong đó Hướng dẫn cho biết công ty phải tập trung vào việc giảm lượng khí nhà kính (GHG) theo kế hoạch, đặt mục tiêu giảm lượng khí thải GHG ít nhất 30% vào năm 2015 và tăng sử dụng năng lượng tái tạo vào năm 2020.
Năm 2014, một bài viết trên The Guardian cho biết Panasonic sẽ trả thêm cho công nhân nước ngoài làm việc tại Trung Quốc một khoản "tiền nguy hiểm" như một khoản bồi thường cho ô nhiễm không khí mãn tính mà họ phải chịu trong quá trình làm việc.
Năm 2020, Panasonic tham gia WIPO GREEN với tư cách đối tác chính thức trong nỗ lực giải quyết biến đổi khí hậu.
Vào tháng 2 năm 2022, tờ Wall Street Journal đưa tin rằng Panasonic đã đạt được mức "gần như tương đương với không" khí thải carbon dioxide tại nhà máy ở Trung Quốc, nhà máy có lượng khí thải carbon dioxide cao nhất của hãng.

## Khẩu hiệu
- "Just slightly ahead of our time" (1970s–1990s)[112]
- "Even more than you expected [out of the blue]" (1970s–1996, Úc)
- "What's on Panasonic" (1990–1996)
- "The quest for zero defect" (1990s–2003, Nam Phi)[113]
- "Panasonic, The One That I Want" (1996–2003, USA)
- "What's New by Panasonic" (1996–2003)
- "Ideas for Life" (2003–2013, Toàn cầu) [114]
- "A Better Life, A Better World" (2013–nay)[115]
- "Wonders!" (2014–nay)
- "Let's Live Life Better" (2017–2018)
- "Live Your Best" (2022–)[116]